# 桂林话
桂林话（kuei35 lin31 xua35）属于西南官话桂柳片。主要流行于广西壮族自治区桂林市市区，并通行于郊区。使用人口80多万。

## 语音系统

### 声母
声母共18个，含零声母。
|        | 塞音     | 塞音      | 塞擦音   | 塞擦音    | 鼻音      | 擦音     |
| 不送气 | 送气     | 不送气    | 送气     |           | 鼻音      | 擦音     |
| ------ | -------- | --------- | -------- | --------- | --------- | -------- |
| 双唇音 | b /p/ 玻 | p /pʻ/ 坡 |          |           | m /m/ 摸  | f /f/ 佛 |
| 齿龈音 | d /t/ 得 | t /tʻ/ 特 | z /ʦ/ 资 | c /ʦʻ/ 雌 | n /n/ 呐  | s /s/ 思 |
| 龈腭音 |          |           | j /ʨ/ 基 | q /ʨʻ/ 欺 |           | x /ɕ/ 西 |
| 软腭音 | g /k/ 哥 | k /kʻ/ 科 |          |           | ng /ŋ/ 额 | h /x/ 喝 |
| 零声母 | 0 / 阿   | 0 / 阿    | 0 / 阿   | 0 / 阿    | 0 / 阿    | 0 / 阿   |

说明：
1. n有/n r l/三个自由变体。
2. ng有脱落的趋势，正在向普通话靠拢。

### 韵母
韵母共35个。
| ī /ɿ/ 丝    | i /i/ 衣      | u /u/ 乌      | ü /y/ 迂    |
| ----------- | ------------- | ------------- | ----------- |
| a /a/ 啊    | ia /ia/ 呀    | ua /ua/ 蛙    |             |
| o /o/ 哦    | io /io/ 哟    |               |             |
| e /ə/ 呃    | ie /ie/ 椰    |               | üe /ye/ 月  |
| ʊ̃ê /e/ 儿   |               |               |             |
| ai /æi/ 哀  |               | uai /uæi/ 歪  |             |
| ei /əi/ 欸  |               | ui /uəi/ 威   |             |
| ao /ɑo/ 熬  | iao /iɑo/ 腰  |               |             |
| ou /əu/ 欧  | iu /iəu/ 忧   |               | üu /yu/ 肉  |
| an /ã/ 安   | ian /iẽ/ 烟   | uan /uã/ 弯   | üan /yẽ/ 冤 |
| en /ən/ 恩  | in /in/ 因    | un /un/ 温    | ün /yn/ 晕  |
| ang /ɑŋ/ 昂 | iang /iɑŋ/ 央 | uang /uɑŋ/ 汪 |             |
| ong /oŋ/ 翁 | iong /ioŋ/ 雍 |               |             |

说明：
1. ai、ao两韵母（含各呼）的韵尾极其微弱，有脱落趋势。
2. ê属旧读，下有儿、而、尔、耳、二等字。
3. an各韵的韵尾不落实，用鼻化元音兼代之。

### 声调
声调共有4类，古汉语的入声在桂林话中归于阳平。
1. 阴平33：妈
2. 阳平21：麻
3. 上声41：马
4. 去声24：骂

### 語音特點
聲母
1. 沒有全濁音。古全濁聲母讀同部位或鄰近部位清音，其中塞音和塞擦音的字，按古聲調的不同分為送氣和不送氣兩類，平聲送氣，仄聲不送氣。
2. 古泥、來兩母相混，[n l]自由變讀，不區分意義。
3. 尖團合流，見系、精組聲母拼細音時都讀[ʨ ʨʰ ɕ]。
4. 沒有舌尖後音，古知、莊、章組與精組合流。精組聲母逢洪音與知、莊、章三組聲母同讀[ts  tsʻ s]。
5. 日母字基本讀零聲母，一般讀細音。
6. 有舌根鼻聲母[ŋ]，主要來自中古的疑母字和少量影母的一、二等字，只與今開口呼相拼。
7. [f x]一般不混，但是古曉組的部分合口字與非組混讀[f]，曉組讀[x]，如回可讀[huəi21][fəi21]。
8. “黃、王”不混。中古匣母和雲母的字都不相混。

韻母
1. 果摄开口一等字端系、见系和果摄合口一等字大多读合口呼[o]。咸、山、宕摄一等见系入声字的韵母也都读[o]
2. 蟹攝合口一、三等端系字韻母的韻頭[u]脫落，臻攝合口一等端系舒聲字韻母的韻頭[u]脫落，止攝合口三等精組字韻母的韻頭[u]脫落，今讀開口呼。
3. 蟹摄开口二等见系皆韵、佳韵都读开口呼[æ]。
4. 山、咸兩攝的舒聲字讀鼻化音。
5. 無後鼻音。除曾攝開口一等和梗攝開口二等幫組的舒聲字以外，曾、梗攝舒聲韻與深、臻攝的舒聲韻合併，均讀前鼻音。
6. 曾攝合口一等和幫組開口一等、梗攝幫組開口二等以及通攝一、三等（曉組、影組、日母字除外）的舒聲字韻母讀[oŋ]。

聲調
1. 平分陰陽，清平歸陰平，濁平歸陽平；清上和次濁歸上聲；全濁上聲和去聲歸去聲。
2. 無入聲，古入聲字基本歸陽平。
3. 無明顯輕聲。

### 与普通话的区别
桂林话的语音系统与普通话相当接近，近年由于推普的影响，一些桂林话特有的发音正在逐渐消亡，许多年轻的桂林人已不会讲标准的桂林话，所操之新派桂林话除音调外，与普通话几乎无别。就标准桂林话而言，与普通话相比主要有以下不同点：
1. n、l不分。女、吕，路、怒，凉、娘，龙、农。
2. “亨英”等非后鼻音，合并至前鼻音“恩因”。普通话、桂林话：崩、奔，横、痕，井、紧，英、因。
3. 无翘舌音。普通话、桂林话：之、资，齿、此，是、四，日、移。
4. 普通话j、q、x和零声母下的一些字，在桂林话中声母为g、k、h、ng，且无i韵头。普通话中声母为j、桂林话中为g的有：角、街、皆、阶、解、介、界、芥、疥、届、戒、诫、械（声母由x变为g）、跤、觉、窖、间、减、借，普通话中声母为q、桂林话中为k的有：确、敲，普通话中声母为x、桂林话中为h的有：鞋、谐、蟹、解、衔、咸、限、陷、馅、苋、项、巷，普通话中为零声母、桂林话中声母为ng的有：咬、岩、雁、晏、硬。
5. 一些字没有u韵头，为开口呼：堆、推、罪、催、岁、蹲、吞、轮、尊、村、孙等。
6. 安、烟、弯、冤四韵的韵尾不落实，韵腹是鼻化音。
7. 有一个特殊韵母üu，包括如下字：肉、辱、褥、育、毓、欲、浴、域、役、疫、郁、狱、煜、玉（旧读）。

## 词汇
下文列举一些桂林话特有的常见词汇。

### 一般动作行为
- /də55/ （得上声）：用手指头弹。
- 绷 /bən21/ （本阳平）：揪、扯、拔。
- /ʨy21/ （音同局）：塞；插。
- 劖 /ʦʻã21/ （音同蚕）：扎，刺。
- 㧳 /pʻæi55/ （派上声）：张开，分开；摆开，陈列；平伸双臂进行量度；量词。
- 撩 /liɑo33/ （阴平）：用棍子等挑取东西；挑逗，逗引。
- 捞 /lɑo33/ （阴平）：搅拌，混合。
- 錑 /ləi33/ （雷阴平）：钻；穿过。
- /təu55/ （音同抖）：踢。
- 撴 /tən21/ （敦阳平）：突然用力扯：～胡子。
- /məu33/ （某阴平）：蹲（卽如粵語「踎」）；待，停留；居住。[1]
- 奓 /ʦʻɑ55/ （查上声）：张开；撑开。
- 野 /ie55/ （音同也）：在外面乱跑。
- 舞 /u55/ （音同五）：搞；弄。
- 摕 /tiɑ21/ （第牙切）：拿，携带。
- 斢 /tʻiɑo55/ （条上声）：交换；调换。
- 绹 /tʻɑo21/ （音同陶）：捆绑；栓。
- /niɑ33/ （尼鸦切）：粘连；连系；拖带。
- /nən33/ （能阴平）：搔腋下；被搔腋下的感觉；恶心。
- 佝腰 /xəu33iɑo55/ ：勾腰。
- 㪗气 /tʻəu55ʨʻi24/ ：呼吸；出声，说话。
- 打骨擂 /tɑ55ku21ləi33/ ：打暴栗。
- 转过背 /ʦuã55ko24pəi24/ ：转身；形容时间极短，近似转瞬之间。
- 飞一个 /fəi33i21ko24/ ：递（飞）吻；接个吻。
- 搂到手 /ləu33tɑo55səu55/ ：双手交叉放在胸前。
- 捡死鱼 /ʨiẽ55sɿ55y21/ ：捡便宜。
- 瞌睡 /ʦʻoŋ33kʻo21səi24/ ：打盹。

### 人事交往
- 折抵 /sə21ti55/ ：吃亏上当。
- 搏乱 /po21luã24/ ：趁浑水摸鱼。
- 使火 /sɿ55xo55/ ：煽动，挑拨。
- 赌卯 /tu55mɑo55/ ：打赌。不及物动词，及物动词为“卯”。
- 没论 /məi24lən24/ ：不客气，不分彼此。
- 开台 /kʻæi33tʻæi21/ ：开始吃饭、打牌、演戏等。
- 搞清楚 /kɑo55ʨʻin33ʦʻu55/ ：威胁用语，指整得对方不得翻身，甚至死亡。
- 摆乌龙 /pæi55u33loŋ21/ ：无中生有，制造混乱。
- 表错情 /piɑo55ʦʻo24ʨʻin21/ ：一厢情愿造成的误会。
- 欠位子 /ʨʻiẽ24uəi24ʦɿ55/ ：抢先占据好的位置。
- 顶硬上 /tin55ŋən24sɑŋ24/ ：硬着头皮去干。
- 忙到你 /mɑŋ21tɑo55ni55/ ：礼貌用语。对忙饭菜的主人所说的敬辞。
- 招呼不到 /ʦɑo33xu33pu21tɑo55/ ：礼貌用语。主人对客人表示接待不周的谦辞。
- 讲没得的话 /ʨiɑŋ55məi24tə21ti33xua24/ ：受到称赞时说的客气话，相当于“哪里、哪里”；在说不吉利、不中听的话之前的声明语，相当于“说句不该说的话”。

### 心理和语言
- 默 /mə55/ （么上声）：考虑，沉思。
- 慌 /xuɑŋ55/ ：惶恐；惧怕；担心。
- 喊 /xã55/ ：呼喊，吆喝，嚷；招呼，呼唤；雇请；称为；叫做。
- 估堆 /ku33təi33/ ：估计，估量。
- 眼胀 /iẽ55ʦɑŋ24/ ：看不顺眼，感到气忿。
- 晓得 /ɕiɑo55tə21/ ：知道。
- 醒水 /ɕin55suəi55/ ：觉悟；警觉。
- 匏嗉 /pʻɑo21ɕy24/ （音袍续）：生气；发脾气。
- 讲笑 /ʨiɑŋ55ɕiɑo24/ ：开玩笑。
- 扯谈 /ʦʻə55tʻã21/ ：开玩笑，乱说，瞎说。
- 瞎掰 /ɕia21pæi33/ ：瞎说；胡来。
- 瞎屁 /ɕia21pæi24/ ：该死的；过分的。
- 讲起 /ʨiɑŋ55ʦʻi55/ ：习惯语，用于否定对方提到的某种事情的可能性，语义相当于“随便说出来的，没有根据，不可当真”。
- 点嘣 /tiẽ55poŋ55/ （嘣上声）：点穿，说明白。
- 耐烦心 /næi24fã21ɕin33/ ：耐心，仅作名词。
- 卵火烫 /luã55xo55tʻɑŋ24/ ：恼火，生气。
- 心火躁 /ɕin33xo55ʦʻɑo24/ ：一种病症，体内火重，烦躁不安；憋气；窝火。
- 嚼牙巴 /ʨiɑo21ia21pa33/ ：詈词，斥人说话无聊。
- 讲你听 /ʨiɑŋ55ni55tʻin33/ ：告诉你。
- 没晓得死 /məi24ɕiɑo55tə21sɿ55/ ：不知厉害，不考虑后果。

- 恶 /o21/ （哦去声）：凶恶；发脾气。
- /luã21/ （音同栾）：圆形。
- 痞 /pʻi55/ （皮去声）：调皮，说粗话，用于小孩；下流，用于成人。
- 搏抵 /po21ti55/ ：贪便宜。
- 恶愫 /u24su24/ （音务素）：邋遢；恶心；讨厌。
- 化学 /xua24ɕo21/ ：喻指质量差，不经用。
- 跛啰 /po55lo55/ ：破败，寒酸；差，次；窝囊，没有能力。
- 够力 /kəu24li21/ ：有能力，能干；厉害，有劲儿；物体的承受力强。
- 闹热 /nɑo24ie21/ ：景象繁盛活跃；使场面热烈活跃；热烈的场面。
- 硬戗 /ŋən24ʨʻiɑŋ33/ ：坚挺；坚强。
- 雷堆 /ləi21təi33/ ：拖泥带水，无头绪，不乾脆。
- 造孽 /ʦɑo24nie21/ ：作孽，做坏事。
- 遭孽 /ʦɑo33nie21/ ：遭罪，痛苦；可怜。
- 吵事 /ʦʻɑo55sɿ24/ ：小孩吵闹，干扰大人做事。
- 好讲话 /xɑo55ʨiɑŋ55xua24/ ：随和，好打交道。
- 䅦冬瓜 /mɑo33toŋ33kua33/ ：喻指虚有其表而没有能力的人。
- 喊死连天 /xɑn55sɿ55liẽ21tʻiẽ33/ ：形容拼命叫喊或叫苦不迭。
- 黑黢吗嗒 /xə21ʨʻy33ma33ta33/ ：黑乎乎，黑不溜秋。

## 外部連結
- （繁體中文）漢字古今音資料庫（可查桂林話臨桂方言的單字讀音，現代>官話>西南官話>桂林(臨桂)）